# 叶连娜·奥里亚宾斯卡娅
叶连娜·谢尔盖耶芙娜·奥里亚宾斯卡娅（俄语：Елена Сергеевна Орябинская，1994年3月15日—），俄罗斯女子赛艇运动员，2017年世界赛艇锦标赛女子四人单桨无舵手铜牌得主、2018年世界赛艇锦标赛女子四人单桨无舵手铜牌得主、2020年夏季奥林匹克运动会女子双人单桨无舵手银牌得主。